# Силбери-Хилл
Силбери-Хилл (англ. Silbury Hill) — 40-метровый искусственный (меловой) курган около Эйвбери в графстве Уилтшир, Англия.
Силбери-Хилл внесён в список Всемирного наследия вместе с комплексом других неолитических сооружений около Эйвбери в Уилтшире, среди которых — знаменитый Стоунхендж. Это самый высокий из доисторических искусственных курганов в Европе и один из крупнейших в мире. Назначение кургана до сих пор является предметом споров.
Начало сооружения кургана датируется около 2750 г. до н. э. (Atkinson 1969).
В марте 2007 г. организация «Английское наследие» объявила об открытии поблизости от кургана на древней дороге из Лондона в Бат небольшого римского поселения с типичной планировкой.